# 유아론
유아론(唯我論/Solipsism) 또는 독아론(獨我論)은 주관적 관념론의 일종이다. 자신만이 존재하고, 타인이나 그 밖의 다른 존재물은 모두 자신의 의식 속에 있다고 보는 생각으로, 오로지 자기(self)의 존재에만 확실성을 부여하는 철학적 입장이다.
인식론적 입장으로서 유아론은 자기 자신의 마음 밖의 어떤 것에 대한 지식도 전적으로 신뢰할 수 없다고 주장한다. 외부 세계와 타인의 마음은 알 수 없으며, 자신 마음의 밖에는 존재하지 않을 수도 있다(회의주의). 형이상학적 입장으로서 유아론은 더 나아가 세계나 타인의 마음은 존재하지 않는다는 결론에 이른다.

## 요점
물질적 존재의 거부는 그 자체로는 유아론에 해당되지 않는다. 형이상학적 유아론의 세계관은 타인의 정신을 거부하는 것이다. 개인의 경험은 사적이며 언어로 표현될 수 없으므로, 타자의 경험은 오직 유추로 알 수 있을 뿐이다.
유아론은 널리 고려되는 세 개의 철학적 전제와 관련이 있기 때문에 면밀히 연구될 가치가 있다.
1. 나의 대부분의 확실한 지식은 나 자신의 정신 안에 있다. 나의 생각, 경험, 감정 등
2. 정신적인 것과 신체적인 것 사이, 즉 어떤 의식적인 경험이나 정식적 상태의 발생과 어떤 종류의 육체의 소유나 행동적 성향 사이에 개념적이거나 논리적으로 필요한 연관은 없다. (통 속의 뇌 참고.)
3. 한 인간의 경험은 필연적으로 그에게 사적이다.

## 역사

### 고르기아스
유아론은 소크라테스 이전의 소피스트인 고르기아스가 처음으로 기록하였다. 고대 로마의 회의주의자인 섹스투스 엠피리쿠스는 고르기아스의 주장을 다음과 같이 인용하였다.
1. 아무것도 존재하지 않는다.
2. 어떤 것이 존재하더라도, 그것에 대하여 아무것도 알 수 없다.
3. 어떤 것을 알 수 있더라도 지식은 다른 사람에게 전달될 수 없다.

당시 소피스트들이 많이 주안을 둔 것은 객관적인 지식은 불가능하다는 것을 보이는 것이었다.

### 데카르트

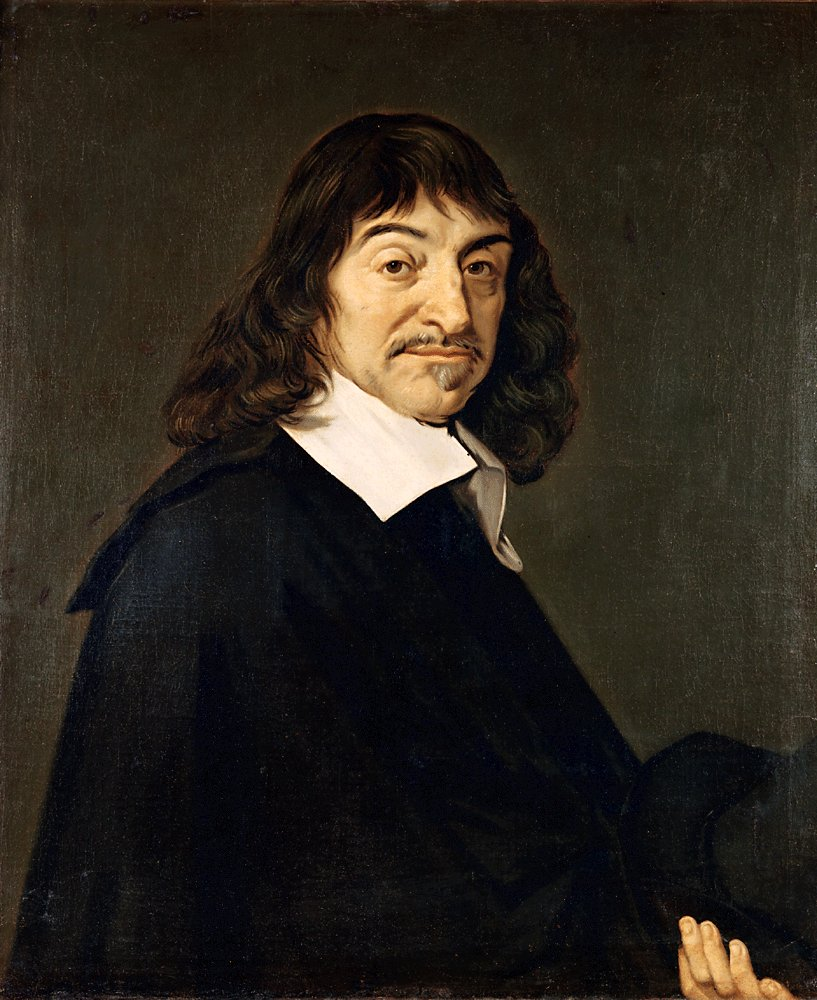
르네 데카르트

유아론의 토대는 결국 어떤 그리고 모든 심리적인 개념(생각, 의지, 인식 등)에 대한 개인의 이해는 그의 정신적 상태과 비교하면서 이뤄진다는 견해의 토대이다. 이 견해는 데카르트가 반박할 수 없는 확정성에 대한 연구를 인식론의 궁극적인 목적으로 격상시킨 이후로 이후로 철학에서 영향력을 얻었다. 그는 나 자신이 생각한다는 점에서 자신의 존재만이 필연적으로 확신된다고 했다.

### 버클리
조지 버클리의 관념론의 입장에서의 유물론 비판은 데카르트보다 유아론자에게 더 많은 논거를 제공한다. 데카르트는 비물질적 정신(res cogitans)과 신을 인정하는 동시에 물질적 세계(res extensa)의 존재를 인정하여 존재론적 이원론을 옹호하였다. 반면에 버클리는 물질의 존재를 부정하고, 정신의 존재만을 긍정하였다. 그는 이를 '존재하는 것은 지각된 것이다.'라는 표현으로 정식화했다.

## 같이 보기
- 반과학
- 볼츠만 두뇌
- 합의된 실재
- 객관적 관념론
- 열린 개인주의
- 현상주의
- 실재론
- 포스트모더니즘
- 포스트구조주의
- 감각질
- The Egg

## 참고 문헌
- 이 문서에는 다음커뮤니케이션(현 카카오)에서 GFDL 또는 CC-SA 라이선스로 배포한 글로벌 세계대백과사전의 내용을 기초로 작성된 글이 포함되어 있습니다.